# 1123

## Догађаји
- Википедија:Непознат датум — Први латерански сабор
- Википедија:Непознат датум — Битка код Јибне
- 25. фебруар – Јапански цар Тоба абдицира у корист свог трогодишњег сина Сутокуа након 16-годишње владавине. Пензионисани цар Ширакава влада као регент током Тобиног малолетства.
- 18. март – Први Латерански сабор се састаје у Риму; потврђује Вормски конкордат из 1122. године и захтева клерички целибат у Католичкој цркви.
- 25. март – Болницу Светог Вартоломеја у Лондону, познату као Бартоломеј, основао је Рахере, омиљени дворјанин краља Хенрија I; сада је то најстарија болница у Уједињеном Краљевству која ради на свом првобитном месту.
- 18. април – Краља Балдуина II од Јерусалима заробљавају турске снаге под командом Белека Газија – док се спремао за соколарство близу Гаргара на Еуфрату. Већи део крсташке војске је масакриран, а Балдуин је одведен у замак Харпут. Да би спасили ситуацију, од Млечана се тражи помоћ. Дужд Доменико Михиел прекида опсаду Крфа (видети 1122) и води своју флоту у Акру, стижући у луку крајем маја.
- 9. мај – Пожар у граду Линколну, у Енглеској, скоро уништава град у Линколнширу; историчар Пол де Рапен га је описао 600 година касније.
- 29. мај – Битка код Јибнеха: Крсташка војска коју је предводио Јустас Греније побеђује фатимидске снаге (16.000 људи) близу Ибелина. Упркос бројчаној надмоћи, везир Ел-Мамун Ел-Батаихи је приморан да се повуче у Египат док крсташи пљачкају његов логор. Јустасије се тријумфално враћа у Јерусалим, али касније умире 15. јуна.
- 30. мај – Млетачка флота стиже у Аскалон и одмах почиње напад на фатимидску флоту. Египћани су упали у замку, заробљени између две млетачке ескадриле, и били су уништени или заробљени. Док су се враћали ка Акри, Млечани су заробили трговачку флоту од десет богато натоварених бродова.
- Мај – Балдуина II и Жослена I спасава 50 јерменских војника (прерушених у монахе и трговце) код Харпута. Убијају стражаре и инфилтрирају се у замак где су држани заробљеници. Жослен бежи да потражи помоћ. Међутим, замак убрзо опседају турске снаге под командом Белека Газија – и после неког времена га поново освајају. Балдуин и Валеран од Ле Пуизеа су ради веће безбедности премештени у замак Харан.
- Јун – Краљ Давид IV од Грузије, кога су његови поданици назвали „Давит IV Агмашенебели“ („Давид Градитељ“), побеђује султана Махмуда II из Селџучког царства (које је обухватало већи део данашњег Ирака и Ирана).
- 9. август – Битка код Ал-Димаса: Италијанско-норманска кампања у Северној Африци завршава се масакрирањем њихових трупа од стране зиридских снага у близини Махдије (данас Тунис).
- 29. август – Краљ Ејштајн I (Магнусон) умире током гозбе у Хустаду након 20-годишње владавине, остављајући свог брата Сигурда Крсташа да влада Норвешком.
- 27. септембар – Принц Вућимај из куће Ванјан постаје нови цар Кине након смрти, 19. септембра, свог старијег брата, цара Таизуа, оснивача династије Ђин. Вућимај је проглашен царем Таизонга од Ђина.
- 7. октобар – Папа Каликст II издаје папску булоу Aequitatis et justitiae, стављајући римокатоличку дијецезу Трикарико у Италији под заштиту папства.
- 12. новембар – У Шпанији, краљица Урака од Леона и Кастиље, самопроглашена Imperator totius Hispaniae („Царица целе Шпаније“), формално признаје осмогодишњег Фернанда Переза де Лару као свог сина и наследника, након што је рођен ван брака из њене везе са грофом Педром Гонзалезом де Ларом.
- 12. децембар – У Санкт Фајту ан дер Глану, Енгелберт II из куће Шпонхајм постаје нови војвода од Корушке и маркгроф од Вероне (подручје које обухвата делове Аустрије, Словеније и Италије) након смрти свог старијег брата Хенрија IV.
- Pactum Warmundi: Споразум о савезу, склопљен је између Јерусалимског краљевства и Венецијанске републике у Акри. Млечани добијају улицу, са црквом, купатилима и пекаром, ослобођену свих обавеза, у сваком граду краљевства. Такође су ослобођени свих путарина и пореза.
- Сигурд I покреће крсташки рат, Kalmare ledung, како би христијанизовао шведску провинцију Смоланд. Склапа пакт са краљем Нилсом од Данске.
- Дијего Гелмирез, надбискуп Сантијага де Компостеле, објављује крсташки рат у Ал-Андалусу (данашња Шпанија) против Алморавида.